# Кон, Милдред
Милдред Кон (англ. Mildred Cohn; 12 июля 1913 — 12 октября 2009) — биохимик США, изучавшая химические реакции внутри животных клеток. Она была пионером в использовании ядерного магнитного резонанса для изучения ферментативных реакций, особенно в аденозинтрифосфате (АТФ). За свою долгую и плодотворную научную карьеру Кон опубликовала более 150 научных работ. Она получила высшую государственную награду в области науки, Национальную научную медаль, в 1982 году и была введена в Национальный зал славы женщин.

## Ранние годы и образование
Кон родилась в Бронксе, в семье раввина Исидора Кон и Берты Кляйн Кон, эмигрантов из России. Окончила среднюю школу в 14 лет и продолжила учиться в Хантерском колледже, который был бесплатным и открытым для всех подходящих женщин, независимо от расы, религии или этнического происхождения.
Она получила диплом бакалавра с отличием в 1931 году, после этого продолжила учёбу в Колумбийском университете. После получения степени магистра в 1932 году два года работала в Национальном консультативном комитете по воздухоплаванию. Впоследствии она вернулась в Колумбийский университет, где училась у Гарольда Юри, который в это же время получил Нобелевскую премию по химии. Первоначально Кон работала над изучением различных изотопов углерода. Однако оборудование вышло из строя, и она не смогла завершить этот проект. Затем она написала диссертацию по изотопам кислорода и в 1938 году получила докторскую степень по физической химии.

## Карьера
По рекомендации Гарольда Юри Кон получила должность научного сотрудника в лаборатории Винсента дю Виньо в Университете Вашингтона в Сент-Луисе.
Там Кон исследовала метаболизма серы и аминокислот с использованием радиоактивных изотопов серы. Кон была пионером в использовании изотопных индикаторов для изучения метаболизма серосодержащих соединений.
Когда дю Виньо перенёс свою лабораторию в Медицинский колледж Корнеллского университета в Нью-Йорке, Кон и её муж, физик Генри Примаков, также переехали в Нью-Йорк.
В 1946 году Генри Примакову предложили должность преподавателя Вашингтонского университета.
Кон получила должность исследователя с Карлом Кори и Герти Кори в их лаборатории биохимии в Медицинской школе университета. Там она получила возможность выбирать свои собственные темы исследования. Она использовала ядерный магнитный резонанс для исследования реакции фосфора с аденозинтрифосфатом, что позволило получить значительную информацию о биохимии АТФ, включая структуру АТФ, окислительное фосфорилирование и роль двухвалентных ионов в ферментативном превращении АТФ и АДФ.
Используя радиоизотоп кислорода, Кон обнаружила, что фосфорилирование и вода являются частью системы переноса электронов при окислительном фосфорилировании.
Это открытие касается всех аэробных организмов. Она выяснила, как двухвалентные ионы металлов участвуют в ферментативных реакциях АДФ и АТФ, изучая спектры ЯМР ядер фосфора и структурные изменения в присутствии различных двухвалентных ионов.
В 1960 году Кон и её муж перешли в Пенсильванский университет, там Милдред стала доцентом кафедры биофизики и физической биохимии, а в следующем году — профессором. В 1964 году она стала первой женщиной, получившей награду Американской кардиологической ассоциации. Также ей было предложено место профессионального исследователя в этой организации. Кон приняла приглашение, и занимала эту должность в последующие 14 лет. 
В 1968 году она была избрана членом Американской академии искусств и наук, а в 1971 году она была избрана в Национальную академию наук. В этом же году Кон возглавила  комитет по положению женщин на факультете. Отчет, опубликованный комитетом, привел ко многим положительным изменениям для женщин-профессоров и преподавателей. В 1982 году она ушла с факультета, будучи почётным профессором физиологической химии имени Бенджамина Раша. После выхода на пенсию Кон работала старшим членом онкологического центра Фокса Чейза. В 1983 году президент Рональд Рейган вручил ей Национальную научную медаль за «пионерское использование стабильных изотопных индикаторов и спектроскопии ядерного магнитного резонанса в изучении механизмов ферментативного катализа».

## Личная жизнь
Милдред Кон была замужем за физиком Генри Примаковым с 1938 года до его смерти в 1983 году. У них было трое детей, все из которых получили докторские степени.